# Hwayang-dong
Hwayang-dong là một dong nằm ở phía Tây Gwangjin-gu, Seoul, Hàn Quốc. Nó được sáp nhập vào Gwangjin-gu vào 13 tháng 8 1949. Nó là vùng phức hợp khu căn hộ và doanh nghiệp nhỏ. Mojin-dong còn quản lý Hwayang-dong và bao gồm Đại học Konkuk.

## Liên kết
- Trang chính thức Gwangjin-gu bằng tiếng Anh
- (tiếng Hàn) Bản đồ của Gwangjin-gu tại trang chính thức Gwangjin-gu
- (tiếng Hàn) Trang chính thức dân cư Hwayang-dong